# Abolicionismo (direitos animais)

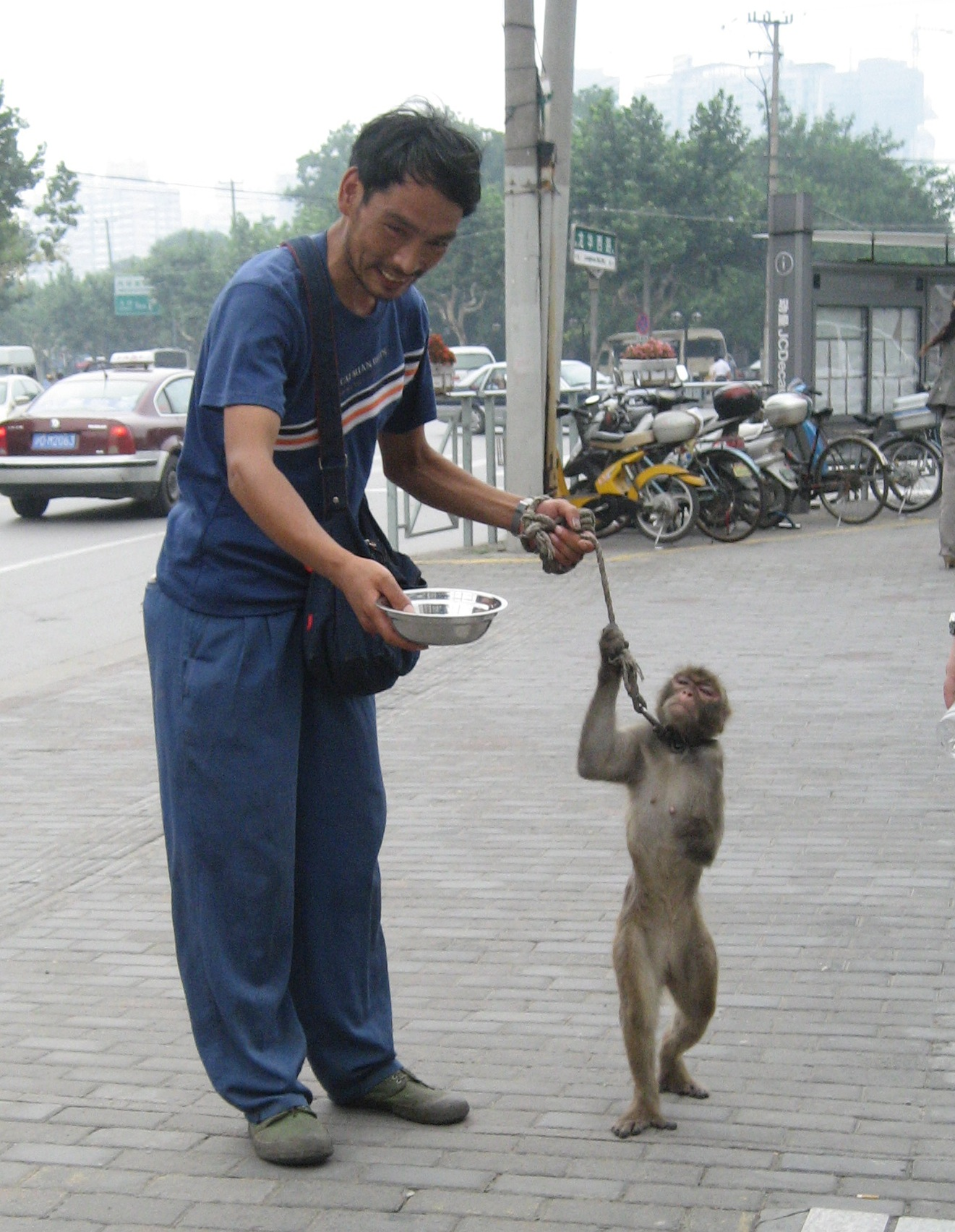
Um homem segura um macaco por uma corda amarrada no pescoço do animal. Esta cena é um epítomo da ideia de propriedade animal, no modo de ver do movimento pelos direitos animais.

Abolicionismo é uma abordagem dos direitos animais que (1) requer a abolição da exploração animal e rejeita a regulação da exploração animal; (2) é baseada apenas na senciência animal e em nenhuma outra característica cognitiva; (3) considera o veganismo a base moral da posição dos direitos animais; e (4) rejeita toda violência e promove um ativismo em forma de educação vegana não violenta e criativa.
Na dianteira do desenvolvimento da abordagem abolicionista encontra-se Gary Francione, professor de Direito e Filosofia da Rutgers School of Law-Newark, Estados Unidos. Francione publicou seu primeiro livro sobre o problema da condição dos animais como propriedade em 1995. Em contraste com a abordagem abolicionista dos direitos animais, Francione se refere aos ativistas e grupos de defesa dos direitos animais que buscam reformas do bem-estar  (tais como a PETA - People for the Ethical Treatment of Animals) como os "novos bem-estaristas" ou "neobem-estaristas", devido ao fato de eles focarem em campanhas para reformar o tratamento de animais usados para comida. Na opinião de Francione, embora essas campanhas sejam empreendidas visando a futura eliminação do uso de animais, elas se parecem com as campanhas tradicionais a favor do bem-estar, pois não há nenhum modo de distinguir as reformas que elas buscam das reformas que agradam os bem-estaristas tradicionais (pessoas que acreditam que os animais devem ser bem tratados, mas que não têm interesse em abolir seu uso). As campanhas pela reforma são contraproducentes, afirma Francione, porque reforçam a condição dos animais como propriedade e não conseguem tratar do problema de seu uso, que é a preocupação dos ativistas dos direitos animais, em primeiro lugar. Em vez disso, elas corroboram a posição de que os animais são uma propriedade que precisa meramente ser tratada melhor. Ele também argumenta que o público frequentemente apoia essas campanhas porque a reforma do bem-estar não desafia a opinião predominante sobre o uso de animais, e que o público tende a se sentir mais tranquilo usando animais e consumindo produtos de origem animal quando é levado a acreditar que os animais estão sendo mais bem tratados. Segundo a pesquisa de Francione, essas campanhas geralmente não resultam em nenhuma melhora significativa no modo como os animais são tratados.
Na opinião de Francione, a educação vegana não violenta e criativa consegue fazer o melhor aproveitamento possível de recursos limitados porque, entre várias razões, ela desafia a crença de que é aceitável utilizar animais como coisas, ajuda significativamente os animais, e se presta a um ativismo de base que pode ser conduzido com independência e frequência. Somando-se à educação vegana não violenta e criativa há outras formas de ajudar os animais de hoje de modo significativo, segundo  Francione, que sugere que os abolicionistas podem adotar animais de abrigos e dar uma ajuda aos santuários de animais, entre outras opções.

## Mais leituras
- «Animal Rights: The Abolitionist Approach», website/blog oficial de Gary L. Francione. Contém traduções para o português e outros idiomas.
- Francione, Gary (2008). Animals as Persons: Essays on the Abolition of Animal Exploitation, 2008.
- Francione, Gary (2000). Introduction to Animal Rights: Your Child or the Dog?.
- Francione, Gary (1996). Rain Without thunder: the Ideology of the Animal Rights Movement.
- Francione, Gary (1995). Animals, Property, and the Law.
- Torres, Bob (2007). Making a Killing: The Political Economy of Animal Rights.